# Lepadella mascarensis
Lepadella mascarensis är en hjuldjursart som beskrevs av Berzinš 1982. Lepadella mascarensis ingår i släktet Lepadella och familjen Lepadellidae. Inga underarter finns listade i Catalogue of Life.